# Pseudanthessius nemertophilus
Pseudanthessius nemertophilus är en kräftdjursart som beskrevs av Gallien 1935. Pseudanthessius nemertophilus ingår i släktet Pseudanthessius och familjen Pseudanthessiidae. Inga underarter finns listade i Catalogue of Life.